# Lorenzo Lunadei
Lorenzo Lunadei (Città di San Marino, 12 luglio 1997) è un calciatore sammarinese, centrocampista del La Fiorita e della nazionale sammarinese.

## Carriera

### Club
Gioca tra 2015 e inizio 2017 nella prima squadra del Fya Riccione, con cui aveva giocato anche nelle giovanili, per una stagione in Promozione, ottenendo un secondo posto, e per la prima metà di quella successiva in Eccellenza. A febbraio 2017 va a giocare a San Marino nel La Fiorita. Esordisce il 5 febbraio, giocando dal 1' minuto nella vittoria esterna per 4-1 sul campo del Pennarossa in campionato.

### Nazionale
Nel 2016 viene convocato più volte dall'Under-21 sammarinese, non trovando però il debutto. A gennaio 2017 viene chiamato dalla Nazionale maggiore, dopo avere svolto uno stage a fine 2016. Debutta il 22 febbraio nell'amichevole giocata in casa a Serravalle contro Andorra e persa per 2-0, venendo schierato titolare e successivamente sostituito all'intervallo da Luca Tosi. Ha all'attivo un assist, per Filippo Berardi, nella partita persa 1-3 contro il Kazakistan, il 16 novembre 2019.

## Statistiche

### Presenze nei club
Statistiche aggiornate al 5 febbraio 2017.
| Stagione        | Squadra         | Campionato      | Campionato | Campionato | Coppe nazionali | Coppe nazionali | Coppe nazionali | Coppe continentali | Coppe continentali | Coppe continentali | Altre coppe | Altre coppe | Altre coppe | Totale | Totale | Totale |
| Stagione        | Squadra         | Comp            | Pres       | Reti       | Comp            | Pres            | Reti            | Comp               | Pres               | Reti               | Comp        | Pres        | Reti        | Pres   | Reti   |        |
| --------------- | --------------- | --------------- | ---------- | ---------- | --------------- | --------------- | --------------- | ------------------ | ------------------ | ------------------ | ----------- | ----------- | ----------- | ------ | ------ | ------ |
| feb.-giu. 2017  | La Fiorita      | CD              | 1          | 0          | CT              | 0               | 0               | -                  | -                  | -                  | -           | -           | -           | 1      | 0      |        |
| Totale carriera | Totale carriera | Totale carriera | 1          | 0          | -               | 0               | 0               | -                  | -                  | -                  | -           | -           | -           | 1      | 0      |        |

### Cronologia presenze e reti in nazionale
| Cronologia completa delle presenze e delle reti in nazionale ― San Marino | Cronologia completa delle presenze e delle reti in nazionale ― San Marino | Cronologia completa delle presenze e delle reti in nazionale ― San Marino | Cronologia completa delle presenze e delle reti in nazionale ― San Marino | Cronologia completa delle presenze e delle reti in nazionale ― San Marino | Cronologia completa delle presenze e delle reti in nazionale ― San Marino | Cronologia completa delle presenze e delle reti in nazionale ― San Marino | Cronologia completa delle presenze e delle reti in nazionale ― San Marino |
| Data                                                                      | Città                                                                     | In casa                                                                   | Risultato                                                                 | Ospiti                                                                    | Competizione                                                              | Reti                                                                      | Note                                                                      |
| ------------------------------------------------------------------------- | ------------------------------------------------------------------------- | ------------------------------------------------------------------------- | ------------------------------------------------------------------------- | ------------------------------------------------------------------------- | ------------------------------------------------------------------------- | ------------------------------------------------------------------------- | ------------------------------------------------------------------------- |
| 22-2-2017                                                                 | Serravalle                                                                | San Marino                                                                | 0 – 2                                                                     | Andorra                                                                   | Amichevole                                                                | -                                                                         | 46’                                                                       |
| 8-9-2018                                                                  | Minsk                                                                     | Bielorussia                                                               | 5 – 0                                                                     | San Marino                                                                | UEFA Nations League 2018-2019 - 1º turno                                  | -                                                                         | 40’                                                                       |
| 11-9-2018                                                                 | Serravalle                                                                | San Marino                                                                | 0 – 3                                                                     | Lussemburgo                                                               | UEFA Nations League 2018-2019 - 1º turno                                  | -                                                                         | 88’                                                                       |
| 15-10-2018                                                                | Lussemburgo                                                               | Lussemburgo                                                               | 3 – 0                                                                     | San Marino                                                                | UEFA Nations League 2018-2019 - 1º turno                                  | -                                                                         | 61’                                                                       |
| 15-11-2018                                                                | Serravalle                                                                | San Marino                                                                | 0 – 1                                                                     | Moldavia                                                                  | UEFA Nations League 2018-2019 - 1º turno                                  | -                                                                         | 76’                                                                       |
| 21-3-2019                                                                 | Nicosia                                                                   | Cipro                                                                     | 5 – 0                                                                     | San Marino                                                                | Qual. Euro 2020                                                           | -                                                                         | 74’                                                                       |
| 24-3-2019                                                                 | Serravalle                                                                | San Marino                                                                | 0 – 2                                                                     | Scozia                                                                    | Qual. Euro 2020                                                           | -                                                                         | 86’                                                                       |
| 8-6-2019                                                                  | Saransk                                                                   | Russia                                                                    | 9 – 0                                                                     | San Marino                                                                | Qual. Euro 2020                                                           | -                                                                         | 50’                                                                       |
| 11-6-2019                                                                 | Astana                                                                    | Kazakistan                                                                | 4 – 0                                                                     | San Marino                                                                | Qual. Euro 2020                                                           | -                                                                         |                                                                           |
| 9-9-2019                                                                  | Serravalle                                                                | San Marino                                                                | 0 – 4                                                                     | Cipro                                                                     | Qual. Euro 2020                                                           | -                                                                         |                                                                           |
| 10-10-2019                                                                | Bruxelles                                                                 | Belgio                                                                    | 9 – 0                                                                     | San Marino                                                                | Qual. Euro 2020                                                           | -                                                                         | 78’                                                                       |
| 16-11-2019                                                                | Serravalle                                                                | San Marino                                                                | 1 – 3                                                                     | Kazakistan                                                                | Qual. Euro 2020                                                           | -                                                                         | 60’                                                                       |
| 19-11-2019                                                                | Serravalle                                                                | San Marino                                                                | 0 – 5                                                                     | Russia                                                                    | Qual. Euro 2020                                                           | -                                                                         |                                                                           |
| 8-9-2020                                                                  | Serravalle                                                                | San Marino                                                                | 0 – 2                                                                     | Liechtenstein                                                             | UEFA Nations League 2020-2021 - 1º turno                                  | -                                                                         | 46’                                                                       |
| 13-10-2020                                                                | Eschen                                                                    | Liechtenstein                                                             | 0 – 0                                                                     | San Marino                                                                | UEFA Nations League 2020-2021 - 1º turno                                  | -                                                                         | 86’                                                                       |
| 11-11-2020                                                                | Serravalle                                                                | San Marino                                                                | 0 – 3                                                                     | Lettonia                                                                  | Amichevole                                                                | -                                                                         |                                                                           |
| 14-11-2020                                                                | Serravalle                                                                | San Marino                                                                | 0 – 0                                                                     | Gibilterra                                                                | UEFA Nations League 2020-2021 - 1º turno                                  | -                                                                         |                                                                           |
| 25-3-2021                                                                 | Londra                                                                    | Inghilterra                                                               | 5 – 0                                                                     | San Marino                                                                | Qual. Mondiali 2022                                                       | -                                                                         |                                                                           |
| 28-3-2021                                                                 | Serravalle                                                                | San Marino                                                                | 0 – 3                                                                     | Ungheria                                                                  | Qual. Mondiali 2022                                                       | -                                                                         | 36’ 53’                                                                   |
| 31-3-2021                                                                 | Serravalle                                                                | San Marino                                                                | 0 – 2                                                                     | Albania                                                                   | Qual. Mondiali 2022                                                       | -                                                                         | 55’                                                                       |
| 28-5-2021                                                                 | Cagliari                                                                  | Italia                                                                    | 7 – 0                                                                     | San Marino                                                                | Amichevole                                                                | -                                                                         | 51’                                                                       |
| 1-6-2021                                                                  | Pristina                                                                  | Kosovo                                                                    | 4 – 1                                                                     | San Marino                                                                | Amichevole                                                                | -                                                                         |                                                                           |
| 2-9-2021                                                                  | Andorra la Vella                                                          | Andorra                                                                   | 2 – 0                                                                     | San Marino                                                                | Qual. Mondiali 2022                                                       | -                                                                         | 75’                                                                       |
| 5-9-2021                                                                  | Serravalle                                                                | San Marino                                                                | 1 – 7                                                                     | Polonia                                                                   | Qual. Mondiali 2022                                                       | -                                                                         | 33’                                                                       |
| 12-11-2021                                                                | Budapest                                                                  | Ungheria                                                                  | 4 – 0                                                                     | San Marino                                                                | Qual. Mondiali 2022                                                       | -                                                                         |                                                                           |
| 15-11-2021                                                                | Serravalle                                                                | San Marino                                                                | 0 – 10                                                                    | Inghilterra                                                               | Qual. Mondiali 2022                                                       | -                                                                         | 68’                                                                       |
| 5-6-2022                                                                  | Serravalle                                                                | San Marino                                                                | 0 – 2                                                                     | Malta                                                                     | UEFA Nations League 2022-2023 - 1º turno                                  | -                                                                         |                                                                           |
| 12-6-2022                                                                 | Ta' Qali                                                                  | Malta                                                                     | 1 – 0                                                                     | San Marino                                                                | UEFA Nations League 2022-2023 - 1º turno                                  | -                                                                         | 67’ 85’                                                                   |
| 21-9-2022                                                                 | Serravalle                                                                | San Marino                                                                | 0 – 0                                                                     | Seychelles                                                                | Amichevole                                                                | -                                                                         | 87’                                                                       |
| 26-9-2022                                                                 | Serravalle                                                                | San Marino                                                                | 0 – 4                                                                     | Estonia                                                                   | UEFA Nations League 2022-2023 - 1º turno                                  | -                                                                         |                                                                           |
| 26-3-2023                                                                 | Lubiana                                                                   | Slovenia                                                                  | 2 – 0                                                                     | San Marino                                                                | Qual. Euro 2024                                                           | -                                                                         | 73’                                                                       |
| 19-6-2023                                                                 | Helsinki                                                                  | Finlandia                                                                 | 6 – 0                                                                     | San Marino                                                                | Qual. Euro 2024                                                           | -                                                                         | 66’                                                                       |
| 10-9-2023                                                                 | Serravalle                                                                | San Marino                                                                | 0 – 4                                                                     | Slovenia                                                                  | Qual. Euro 2024                                                           | -                                                                         | 74’                                                                       |
| 14-10-2023                                                                | Belfast                                                                   | Irlanda del Nord                                                          | 3 – 0                                                                     | San Marino                                                                | Qual. Euro 2024                                                           | -                                                                         | 88’                                                                       |
| 17-11-2023                                                                | Astana                                                                    | Kazakistan                                                                | 3 – 1                                                                     | San Marino                                                                | Qual. Euro 2024                                                           | -                                                                         | 90+5’                                                                     |
| Totale                                                                    |                                                                           | Presenze                                                                  | 35                                                                        |                                                                           | Reti                                                                      | 0                                                                         |                                                                           |

## Palmarès

### Club

#### Competizioni nazionali
- Campionato sammarinese: 1

La Fiorita: 2021-2022